# Heuchera americana
Heuchera americana är en stenbräckeväxtart som beskrevs av Carl von Linné. Heuchera americana ingår i släktet alunrötter, och familjen stenbräckeväxter.

## Underarter
Arten delas in i följande underarter:
- H. a. hirsuticaulis
- H. a. hispida

## Bildgalleri

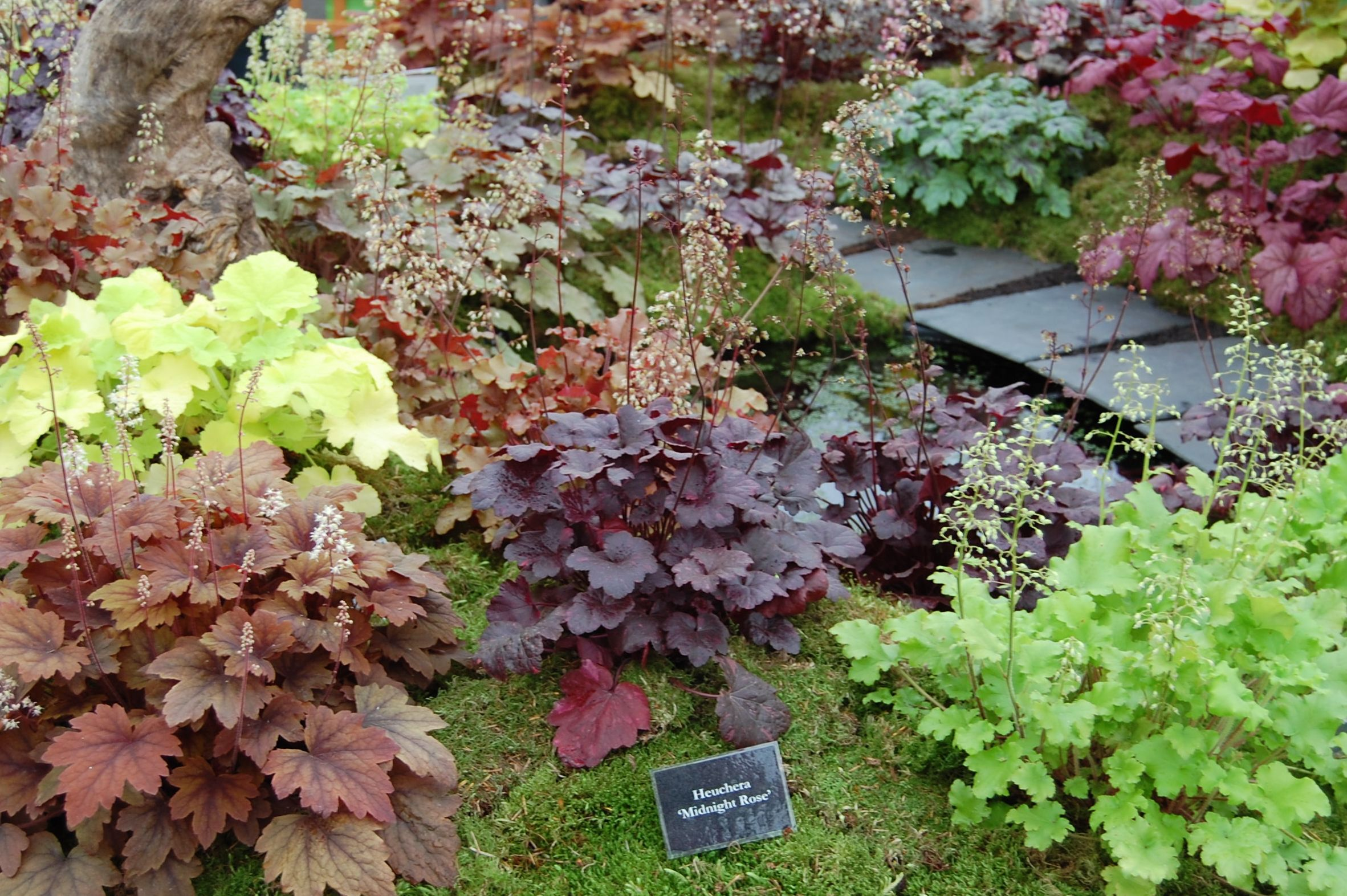
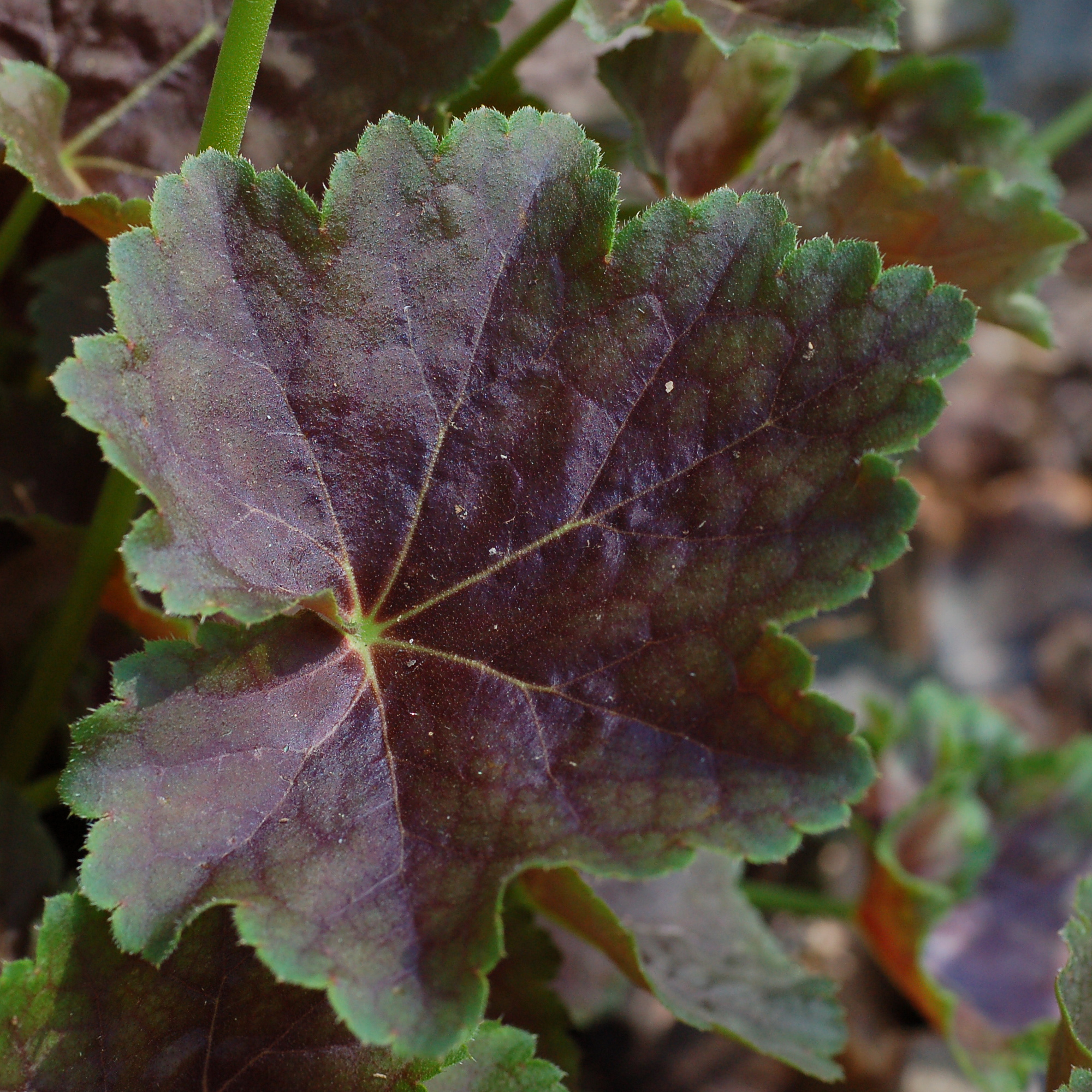
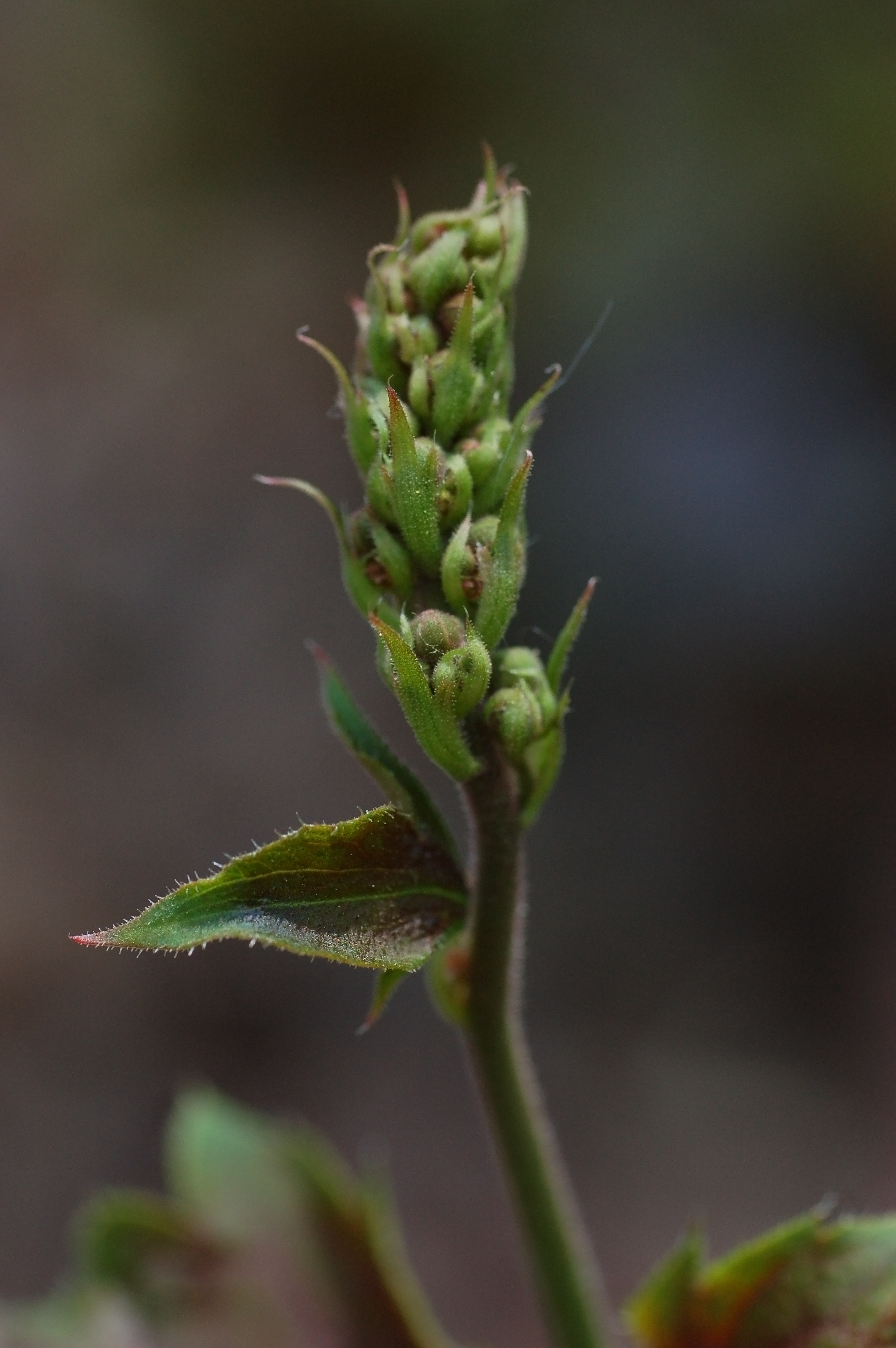